# Gościeradów Ukazowy
Gościeradów Ukazowy – wieś w Polsce położona w województwie lubelskim, w powiecie kraśnickim, w gminie Gościeradów.
W latach 1975–1998 miejscowość administracyjnie należała do województwa tarnobrzeskiego.
Wieś stanowi sołectwo w gminie Gościeradów. Według Narodowego Spisu Powszechnego z 2021 r. wieś liczyła 880 mieszkańców (935 w 2011 r.). 
W lasach gościeradowskich w czasie II wojny światowej miała miejsce obława zorganizowana przez Niemców na kwaterujący tam oddział Gwardii Ludowej po dokonanym ataku w czerwcu 1943 r. w okolicy Marynopola na tabor wojskowy.